# 会造人間ゲン
『会造人間ゲン』（かいぞうにんげんげん）は、蜂文太による日本の漫画作品。

## 概要
蜂文太の短編やアンソロジーに参加した原稿を大都社が1冊の単行本とした作品であり、初の短編集。
蜂文太の得意とする格闘を主にした会造人間ゲンを表題作にして、他にファンタジーやラブコメディを題材にした作品があり、学生の頃に執筆した作品も載せられている。
原作のある二次創作以外のオリジナル作品においては消化しきれていない設定も数多く残して、説明の補完のためには続編を要するものがあり、蜂文太自身もあとがきで明確に「つづき描いてみたい」と書いている作品もある。

## 各話概要
1. 会造人間ゲン
  - 単行本の表題となった作品。
  - チアリーディング部の楠（くす）あやかに野球部の岩男（いわお）が自分の専属チアカールになることを強要する。突然の申し込みに事態が飲み込めず唖然とするあやかと岩男の間に生徒会長の青柳総一郎（あおやぎそういちろう）が割って入り、特殊校則に則る「決闘」で決着をつけることを提案、なし崩しに舞台は整えられてあやかと岩男は決闘することになる。格闘技的なバトンさばきで岩男を追い詰めるあやかだったが、岩男をKOしたと思い込んで油断した直後に岩男の攻撃を受けてバトンを取り落とし、服を破かれてしまう。そのとき、学校のプールが割れて中から自身をサイボーグという会造人間ゲンが飛び立った。
  - あやかを見てあやかの母親であるゆりかの名前を口にしたことであやかと何らかの繋がりがあることが分かるがその謎や、改造ではなく会造人間である由来の謎など消化しきれていない設定が多く残されている。
2. DD STORY
  - 作風の変化からも分かるが、あとがきにはこの作品は蜂文太が学生の頃に執筆した作品と書いてある。
  - オゴス・カナイバーの反乱によって国のセイドーア王は暗殺され、円卓の騎士をも次々とその手にかけられていった。円卓の騎士ドルテアを叔母に持つクラスは家に帰るとその緊急事態を知り、今後の対応を話し合っていた際にオゴスの部隊に襲われ、クラスの母は殺されて迎え撃ったドルテアも殺されてしまう。クラスはドルテアが死ぬ前に示した巨大人型ロボットに乗ってドルテアの娘キャリアとともに脱出する。
  - ファンタジーを舞台としており、特有の用語が多く使われているがそのほとんどの説明がなく、消化しきれていない設定が多く残されている。
3. ゆびきり源馬ん（ゆびきりげんまん）
  1. 第1話「当て逃げ御免」
  2. 第2話「行け ワン公！！」
  3. 第3話「宣戦布告！？」
  4. 最終話「約束・・・！！」

  - この単行本の中では最長作品で4編から成る。
    - 横断歩道を渡っている犬を見つけた女子高生のまゆは、すぐそこまで近づく乗用車に絶叫する。そこに乗用車にトラックごと突っ込んで、はねられそうになる犬を助けたのはアートトラックに乗った人呼んでゆびきりげんまんの源馬（げんま）だった。まゆは犬を助けてくれたその行為に感謝し、源馬に好意を持つ。しかし突然トラックに突っ込まれた乗用車に乗った男は怒って源馬にケンカを売るが逆に源馬の迫力に怯え、その隙に源馬はトラックに乗って去ってしまう。
    - 源馬は社長の娘であり幼馴染の美紗希（みさき）とともに勤めているトラック運送会社の新堂運送に帰るとその夜、まゆと助けられた犬、当て逃げされた乗用車に乗っていた男が源馬を追って運送会社に来る。乗用車に乗っていた男はまゆを人質に源馬に復讐しようとするが、源馬のパンチによって倒されてしまう。再び助けて貰ったまゆは感動し、源馬に対して恋愛感情を抱いてその胸に飛びついた。同じく源馬にツンデレ的な恋愛表現をしていた美紗希と源馬にお弁当を作ったりと積極的なまゆは対峙して三角関係を作ることになる。
    - そんなところに新堂運送に新たにトラッカーとして敏腕の鎌崎成一（かまざきせいいち）がスカウトされてくる。鎌崎は美紗希に恋愛感情を抱いて露骨なアプローチを開始する。その一方で古いやり方で運送業を続ける源馬とは馬が合わず、ことあるごとに対立する。

  - 源馬が会う人間会う人間に対して、源馬が少年期の写真を見せて源馬の隣にいる少女を知っているか真剣に聞く描写がされており、物語の中核にこの少女の存在があることは明らかなのだが、源馬との関係は最後まで明かされず、美紗希が少女について知りたいと懇願してもいつか話すと言ってうやむやになっている。
4. 甲竜伝説ヴィルガスト
  - 甲竜伝説ヴィルガストの漫画化作品でプロローグ偏とルーダの洞窟偏の2編からなる。
  - プロローグ偏では戦士ムロボがお告げを受けて邪神に対抗する力を持つ選ばれし者を探し、戦士リュキアや盗賊ボストフ、魔術師レミを仲間にする。
  - ルーダの洞窟偏ではプロローグ偏で集結した4人が村に害をなす魔道士ルーダを倒しに、村娘のラネラとともにルーダの住む洞窟に行く。
5. 2人ともう1人の出撃
  - 聖戦士ダンバインの漫画化作品で初出は双葉社のスーパーロボットコミックである。
  - 相思相愛のリムルとニーの間で、ニーに恋愛感情を持つキーンの葛藤を描く。

## 単行本
全1巻 Daito コミックス2002年02月発行 （ISBN 4-88653-447-3）
- 現在は絶版となっており入手困難となっている。